# Pierre Frédérix
Pierre Frédérix, né le 26 mai 1897 à Paris et mort dans la même ville le 2 mai 1970, était un journaliste des années 1930 aux années 1950, devenu ensuite écrivain.

## Biographie
Pierre Frédérix a commencé sa carrière comme reporter au Petit Parisien en 1932. Il y effectue aussi bien du reportage sur les questions de société que la couverture des affaires économiques. Dès 1933, il décide de séjourner quelques semaines en Allemagne, où la montée du parti d'Adolf Hitler inquiète, avec le souci de "comprendre" et d'effectuer des "observations objectives".
L'un de ses reportages sur la Plaine Saint-Denis et son "bourg espagnol", daté du 15 juillet 1937 et titré "Visite aux étrangers de France, où l’on entrevoit le fond de la misère", a été cité par l'historienne Natacha Lillo dans son ouvrage sur les Espagnols en banlieue, pour son caractère à la fois coloré, informatif et descriptif, mais donnant une vision assez péjorative de l'immigration, selon Mme Lillo.
Parallèlement, il participe à la rédaction du journal La Lutte des jeunes, lancé deux semaines après les émeutes du 6 février 1934, aux côtés de ceux qui la rejoignent en mai 1934: Philippe Boegner, Pierre Drieu la Rochelle, Bertrand de Jouvenel, Henri Lefort, Pierre Norgueuv, Georges Roditi, Pierre Mouton (journaliste) et Guy Zucarelli.
Au même moment, il s'implique dans le "groupe du 9 juillet" 1934, qui associe artistes et responsables politiques ou économiques séduits par le mouvement du planisme, lancé par dirigeant du Parti ouvrier belge Henri de Man, l'un des théoriciens du néo-socialisme durant la dépression des années 1930.
Il est ensuite « grand reporter » au quotidien Le Monde de 1951 à 1954, aux côtés d'Hubert Beuve-Méry. C'est le journaliste dont la signature revient le plus souvent dans les premières années du quotidien. Entre janvier et avril 1952, il fournit cinq séries de reportages parmi lesquelles : « Mes rencontres avec Habib Bourguiba », et « Où en est le Maroc ?».
Puis il travaille à partir de 1954 à plein temps à l'Agence France-Presse, pour qui il avait couvert dès 1945 la Libération de l'Europe, en interrogeant les rescapés des camps de Dachau et Buchenwald. En 1953, il se rend en Roumanie pour couvrir un festival de la jeunesse. En 1956, c'est l'insurrection de Budapest menée par Imre Nagy, dont la répression fait 6 000 morts, qu'il couvre en étant sur place dès ses débuts. Il est aussi le premier envoyé spécial dans la Chine de Mao, pour l'AFP, qui y ouvre un bureau quatre ans après. Il titre son reportage : « La Chine ouvre ses portes à un journaliste occidental ». En février 1956, lorsque le président du conseil Guy Mollet ne parvient pas à installer le général Georges Catroux et essuie une rebuffades des Pieds-noirs à Alger, il est l'un des trois envoyés spéciaux à qui l'AFP confie le suivi de la guerre d'Algérie
Pierre Frédérix a écrit plus d'une quinzaine de romans et de nouvelles, dont plusieurs inspirés par la guerre et par son expérience de journaliste. Dans l'un d'eux, il rédige un exposé historique sur la guerre anglo-indienne de 1857, qui précède la traduction des Cahiers du soldat Metcalfe qui participa à l'héroïque résistance des troupes anglaises assiégées dans la citadelle de Lucknow (30 mai - 16 novembre 1857). Dès 1938, il est considéré comme l'un des favoris pour le Prix Interallié. mais battu par Paul Nizan. En 1964, il décroche le Grand prix de la Critique littéraire. Son roman biographique "Herman Melville" est consacré à l'auteur de Moby-Dick, un aventurier américain qui courut l'océan Pacifique sur des voiliers de commerce.
Il a travaillé sur les archives de l'Agence Havas pour rédiger un ouvrage historique richement documenté, axé sur la couverture des grands évènements mondiaux et très régulièrement cité par les historiens: Un siècle de chasse aux nouvelles: de l'Agence d'information Havas à l'Agence France-presse (1835-1957).